# Raquel Cassidy
Raquel Josephine Dominic Cassidy (Fleet, 22 de enero de 1968) es una actriz británica.

## Primeros años y educación
De madre española y padre inglés, fue la tercera hija de la pareja. Nació el 22 de enero de 1968 y creció en Fleet, Hampshire, fue educada en el Farnborough Hill Convent, y luego en el Girton College, Cambridge, donde estudió lengua modernas y biología antropológica, aunque abandonó para seguir una carrera en la actuación.
Raquel habla varios idiomas, español fluido por su madre, francés y alemán. Entre sus aficiones está tocar la guitarra y cantar, ella es Mezzo Soprano y también baila sevillanas (flamenco).

## Carrera
Cassidy es conocida por su papel televisivo como ladrona rehabilitada Phyllis Baxter en Downton Abbey. Otros papeles suyos son el de Susan Gately en Teachers (temporadas 1 y 2), Jo Porter en Party Animals, Cassie Turner en The Worst Week of My Life, Nancy Weeks en Moving Wallpaper y Mel en Lead Balloon.

## Filmografía

### Cine
| Año  | Título            | Papel              | Notas        |
| ---- | ----------------- | ------------------ | ------------ |
| 2002 | Do I Love You     | Romy               |              |
| 2002 | Before You Go     | Felicia            |              |
| 2005 | Festival          | Petra Loewenberg   |              |
| 2007 | The Boat People   | Alice              |              |
| 2007 | Tick Tock Lullaby | Maya               |              |
| 2008 | Nightwalking      | Martha             | Cortometraje |
| 2013 | "Das Andere Kind" | Valerie Almond     |              |
| 2019 | Cliffs of Freedom | Christina Vakrinos |              |
| 2019 | Downton Abbey     | Phyllis Baxter     | Grabando     |

### Televisión
| Año       | Programa                                     | Papel                   | Otras notas                       |
| --------- | -------------------------------------------- | ----------------------- | --------------------------------- |
| 1998      | Killer Net                                   | WPC Pamela Boxer        |                                   |
| 1999      | The Bill                                     | Lola Chaves (Victim)    |                                   |
| 2001      | "Table 12"                                   | Yolanda                 |                                   |
| 2001–2002 | Teachers                                     | Susan Gately            |                                   |
| 2003      | Red Cap                                      | Staff Sgt. Neve Kirland |                                   |
| 2004      | The Worst Week of My Life                    | Cassie Turner           |                                   |
| 2005      | According to Bex                             | Chris                   |                                   |
| 2006–2011 | Lead Balloon                                 | Mel Davies              |                                   |
| 2007      | Party Animals                                | Jo Porter               |                                   |
| 2008      | Agatha Christie's Poirot: Mrs McGinty's Dead | Maureen Summerhayes     |                                   |
| 2008–2009 | Moving Wallpaper                             | Nancy Weeks             |                                   |
| 2009      | New Tricks                                   | Susanna Morton          | 1 episodio The Truth Is Out There |
| 2011      | DCI Banks                                    | Dr Elizabeth Waring     | 1 episodio                        |
| 2011      | Land Girls                                   | Diana Granville         |                                   |
| 2011      | Doctor Who                                   | Miranda Cleaves         | 2 episodio                        |
| 2012      | La movida                                    | Dana Deville            | Episodio 4 de la temporada 8      |
| 2012      | Midsomer Murders                             | Diana DeQuetteville     |                                   |
| 2013      | Heading Out                                  | Sabine                  |                                   |
| 2013      | A Touch of Cloth                             | Clare Hawkchurch        |                                   |
| 2013–2015 | Downton Abbey                                | Phyllis Baxter          |                                   |
| 2014      | Jonathan Creek                               | Sharon                  |                                   |
| 2015      | Vera                                         | Gloria Edwards          |                                   |
| 2017–2020 | La Peor Bruja                                | Srta. Hardbroom         | 4 Temporadas                      |
| 2017      | Silent Witness                               | Dra. Eva Vasquez        | Episodios 5-6, Temporada 20)      |
| 2017      | W1A                                          | Tasmin Howard           | Episodio 5, Temporada 3           |
| 2018      | "Strangers"                                  | Rachel Hargreaves       | 2 episodio, Temporada 1           |

### Radio
| Año  | Programa                | Papel | Otras notas |
| ---- | ----------------------- | ----- | ----------- |
| 2008 | Spending My Inheritance | Jo    |             |
| 2015 | Ed Reardon's Week       | Suzan |             |

### Teatro
| Año  | Obra            | Papel                    | Teatro                 |
| ---- | --------------- | ------------------------ | ---------------------- |
| 1997 | Noche de reyes  | Viola                    | Royal Court Theatre    |
| 1998 | Otelo           | Desdemona                | Gira nacional          |
| 1998 | Threesome       | Ruth                     | Old Red Lion Theatre   |
| 2002 | Possible Worlds | Joyce                    | Tron Theatre           |
| 2004 | Macbeth         | Señora MacBeth           | Gira internacional     |
| 2005 | Ana Karenina    | Anna Arkadyevna Karenina | Royal Lyceum Theatre   |
| 2006 | Mirandolina     | Mirandolina              | Royal Exchange Theatre |